# Autalia pseudoafricana
Autalia pseudoafricana är en skalbaggsart som beskrevs av Jan Klimaszewski 1992. Autalia pseudoafricana ingår i släktet Autalia och familjen kortvingar. Inga underarter finns listade i Catalogue of Life.